# Borderlands 2
Borderlands 2 es un videojuego de disparos en primera persona con elementos de rol, se trata de la secuela del videojuego de 2009, Borderlands. Fue desarrollado por Gearbox Software y distribuido por 2K Games para las plataformas Microsoft Windows, PlayStation 3 y Xbox 360. Fue lanzado el 18 de septiembre de 2012 en Norteamérica y el 21 de septiembre de 2012 en el resto del mundo. Una versión para PlayStation Vita fue lanzado el 8 de mayo de 2014, desarrollado por Iron Galaxy Studios en colaboración de Gearbox Software. Una versión compatible con PlayStation VR fue anunciada por Gearbox Software para su lanzamiento el 14 de diciembre de 2018.

## Sinopsis
El juego se sitúa 5 años después de su anterior título Borderlands.

Jack el guapo, antagonista principal, ha tomado la corporación Hyperion, y se ha autoproclamado dictador de Pandora tras haber encontrado "La Cámara". El nuevo grupo viaja en tren en busca de La Cámara. Pero resulta ser una trampa de Jack pues quiere eliminar a todos los buscadores de la cámara, y el vagón donde viajaban resulta ser un vagón lleno de explosivos, pero los buscadores sobreviven a este atentado, al ser rescatados por Clap-Trap, deciden continuar con su búsqueda de la cámara, y asesinar a Jack y traer de vuelta la paz a Pandora.

## Personajes
Los personajes jugables de esta secuela son:
- Zero, "El asesino", parecido a Mordecai del primer juego, su habilidad consiste en dejar un holograma y volverse invisible por un corto periodo de tiempo.                                                                                                                                                                                                                                                                                  Zer0 es un asesino a sueldo. Según su póster buscado y sus grabaciones personales de ECHO, realiza asesinatos políticos y éxitos comunes. Después de un asesinato particularmente insatisfactorio en el que el objetivo no puede defenderse, a pesar de que Zer0 lo alienta a hacerlo, el asesino comienza a buscar un entorno más desafiante. Viaja a Pandora después de enterarse de la Bóveda de un camarero, y considera que la caza es digna de sus habilidades.
- Salvador, "El Gunzerker", esta clase es completamente nueva, su habilidad consiste en usar dos armas a la vez.A pesar de que su amor por la violencia excesiva estaba dirigida contra bandidos y criminales, Salvador estaba a punto de ser ejecutado por la gente de su propia ciudad natal, Ovejas, por sus acciones cuando un equipo de ataque de Hyperion llegó para apoderarse de la ciudad. Después de destruir las fuerzas invasoras, Salvador se interesa en la nueva Bóveda al enterarse de sus peligros mientras "interroga" al último sobreviviente del equipo de ataque y lo deja arrastrarse de regreso a Hyperion en un solo brazo (ya que Salvador se había arrancado el otro brazo) y se rompió las dos piernas).
- Axton, "El Comando", parecido a Roland del primer juego, con la habilidad de lanzar la torreta sable.Axton se dio cuenta de la Bóveda gracias a un anuncio de radio orquestado por Handsome Jack , que había estado monitoreando la búsqueda de recompensas más reciente del Comando.  Aunque Axton estaba generando más recompensas y ganando mucho más dinero que nadie en la jurisdicción del Sheriff Youngblood, descubrió que era demasiado fácil, y el atractivo de la fama, la fortuna y el combate desafiante lo atrajeron hacia Pandora .
- Maya, "La sirena", una sirena como Lilith, con la habilidad de sostener enemigos en el aire llamada PhaselockDe pequeña, Maya fue identificada como una sirena y entregada a la Orden de la Tormenta Inminente, la orden dominante de los monjes en su mundo natal de Atenas . Ella entrenó sus poderes de sirena en secreto hasta que alcanzó la edad adulta, cuando los monjes la revelaron al público como su diosa y salvadora. Irritada por la correa corta de la Orden, anhelaba la aventura y expresó interés en viajar a Pandora para aprender más sobre su linaje de sirenas. Finalmente se dio cuenta de que la Orden la estaba usando como una amenaza para extorsionar el dinero y la obediencia de la gente de Athenas. Después de Phaselocking y ejecutar a su manejador Hermano Sophis, se dirigió a Pandora para finalmente satisfacer su curiosidad por las sirenas..

También están disponibles dos personajes extras disponibles como contenido descargable:
- Gaige, "La mecanomante", su habilidad consiste en llamar a un robot llamado Trampa Mortal (D374-TP) que ataca a los enemigos con garras y otros según las habilidades escogidas.Gaige era una estudiante de secundaria del planeta Eden-5 , y sus padres la apoyaron con amor en sus esfuerzos, particularmente su padre. A menudo ECHO transmitía en vivo sobre lo que estaba sucediendo en su vida y tenía una docena de suscriptores en su canal, aunque con el tiempo se redujo a dos. Gaige descubrió que la historia detrás de las Bóvedas, Eridium y Pandora era particularmente fascinante, y consideró que su era era "el período de tiempo más asombroso de la historia" en el que vivía.
- Krieg, "El psicópata", su habilidad consiste en sacar una "hacha sierra" para golpear con ella o lanzar algunas a los enemigos.Aunque no está claro qué causó la transformación de Krieg en un asesino psicótico, el juego proporciona evidencia que insinúa una personalidad antitética en el pasado. Esto se establece por un remanente fracturado de su psique, manifestándose como una "voz interior" en su mente. Revela que Krieg había participado anteriormente en actividades de cazadores de bóvedas, como ayudar a los necesitados y cobrar con el botín. La voz también busca controlar el deseo de asesinato de Krieg al limitar a sus víctimas a aquellos que merecen un castigo.

También estará Claptrap, con el que volveremos a encontrarnos en esta edición y Ángel.
Los personajes del juego anterior también harán su aparición en este juego, pero esta vez como secundarios, todavía jugando un rol mayor en la historia
- Tiny Tina , En febrero de 2013, el personaje de Tiny Tina fue blanco de diversas críticas y se vio envuelta en una controversia por su diseño. En una discusión vía Twitter entre el guionista principal del videojuego, Anthony Burch, y el usuario Mike Sacco —que resultó ser un creativo que trabajaba para empresa Cryptozoic Entertainment, desarrolladora de juegos de cartas y videojuegos para iOS— se generó polémica en torno al lenguaje que utilizaba el personaje de Tiny Tina, una niña caucásica de trece años mentalmente inestable. Sacco comentó que el diseño de la protagonista era «racista» dada la disparidad de su raza con el slang que hablaba, asociado comúnmente a las barrios bajos estadounidenses con mayoría de población afroamericana. Otros comentarios de terceros apoyaron la moción de Sacco y tildaron la jerga de los diálogos de Tiny Tina como «exageradamente esterotipada» y «ridícula». Burch aclaró que nunca fue su intención que Tiny Tina transmitiera tintes racistas, sino una mezcla de «acento "ebonic"/cuentos de hadas/ingenuidad» y se ofreció a cambiar el diseño del personaje en futuras ediciones de Borderlands 2. Sin embargo, el debate generó respuestas a favor del guionista y defendiendo al personaje, como la de la del director de Gearbox Software, Randy Pitcford quien afirmó sobre Anthony Burch «Tina no es racista porque tú no eres racista. Eres un pilar de tolerancia e inclusión». Anthony finalizó escribiendo que no estaba seguro de la naturaleza prejuciosa de la que se acusó a Tina y aclaró que de ser un problema mayor, los cambios en el diseño del personaje serían para futuros contenidos.[2][3][4][5]

## Recepción
Borderlands 2 logró obtener críticas muy positivas tanto de la crítica especializada, como del público en general.

## Contenido Descargable

### Paquete Mechromancer (Premiere Club)
El Premiere Club era un bonus recibido al pre-comprar el juego que venía con armas de oro, una reliquia, una llave de oro y el acceso a una quinta clase jugable, la mecanomante. Incluye armas, armaduras raras o módulos.

### Capitán Scarlett y su botín pirata
Primer DLC. Añade una nueva historia, que toma lugar en un vasto desierto que solía ser un océano. Capitán Scarlett, una Pirata de la Arena, trabaja con el jugador para buscar El Tesoro Perdido del Capitán Blade.

### La escabechina sangrienta del Sr. Torgue
Segundo DLC, que incluye nuevas regiones, un nuevo hilo argumental y nuevos enemigos y personajes para la campaña. En esta historia los jugadores se meten de lleno en la vida del Señor Torgue, un personaje que permitirá obtener a base de sus retos, nuevos objetos (armas, diseños de personaje, y una tienda de armas exclusiva de la marca Torgue, etc.)

### La gran cacería de Sir Hammerlock
Tercer DLC. Es una nueva expansión con nuevo contenido que incluye un nuevo vehículo, escenarios y misiones. La historia está presentada como una cacería en un safari.

### Tina Chiquitina Asalta la Mazmorra del Dragón
Este cuarto DLC, fue creado como una sátira a los Juegos de rol, en esta ocasión Tina es la narradora, y por lo tanto todo lo que sucede en la historia es parte de su imaginación, Mordercai, Lilith y Brick son los jugadores.

Como antagonista principal tenemos a Jack el brujo, quien secuestra a la princesa de Flamerock Refuge y trata de llevar la oscuridad a este mundo, tendremos la ayuda de conocidos personajes como son Ellie, Moxxxi, Torgue y el Caballero Blanco un intento de Tina de volver a ver a Roland.

### Krieg, el psicópata
Este DLC nos trae un nuevo personaje, Krieg, un psicópata que se une a los buscadores de cámara.

Su habilidad especial Matanza de hacha sierra, le convierte, por un breve tiempo, en un Psicópata especializado en daño cuerpo a cuerpo, que regenera toda la vida cada vez que mata a un enemigo, su árbol de habilidades lo especializa en 3 aspectos: Daño ígneo, explosiones, y una mejora del cuerpo a cuerpo.

### Paquetes de mejoras de buscacamaras supremo
Hay 2 paquetes de mejoras de buscacamaras supremo, ambos aumentan el nivel máximo del personaje en 11 niveles, y cada uno de ellos trae sus beneficios adicionales, en el primero los enanos saqueadores se convierten en enanos saqueadores legendarios, aumentando las posibilidades de que dejen botín especial y las añadidas por este paquete, las cian o perlescentes. El segundo incluye el desafío del pico de digistrucción y sus "niveles de overpower" que permiten al jugador conseguir botín equivalente al nivel 80.

### HeadHunter
Los HeadHunter o en español buscadores de cabezas, no son como los 4 anteriores. Únicamente tratan sobre alcanzar a un enemigo al que finalmente hay que cazar. Como recompensa ganamos su cabeza, la cual puede ser equipada en los personajes, cada Head Hunter se inspira en días festivos (Halloween, Acción de Gracias, San Valentín y Navidad)(Y "el capitulo de la playa").

#### HeadHunter 1 TK Baha's Bloody Harvest
En este DLC nos encontramos nuevamente con TK Baha zombi, debemos ayudarle a matar a una calabaza monstruosa, para que así consiga cerebros para comer, como característica especial encontraremos caramelos que nos darán bonificaciones temporales como lo vimos en Tina Chiquitina Asalta la Mazmorra del Dragón, pero estos caramelos son gratis. Un mundo nuevo, donde encontraremos enemigos típicos de Halloween, como ser calabazas, esqueletos, zombis, además de un escenario tipo cementerio con ríos de sangre y demás. Este DLC fue el peor calificado, por tener una historia muy corta además de no estar al nivel esperado en dificultad.

#### HeadHunter 2 La Cacería del Guajolote
Segundo HeadHuter inspirado en acción de gracias, en este nuevo HeadHunter vemos al Señor Torgue, que está en un concurso para ver quien es capaz de eliminar al Guajolote, un Pavo Gigante que asesina a todo el que se le enfrente, Torgue nos revela que a la Corporación Torgue se le pasó un poco la mano e hicieron al Guajolote invencible, pero como somos sus amigos y no nos quiere ver morir así que nos revelara el secreto para matarlo, una mejor Historia que el primer HeadHunter, también nos adentra un poco más en la vida de Torgue, en este DLC se sabe cosas como por ejemplo que Torgue vendió su empresa por 12$ y un choque de manos y Torgue únicamente sigue en ella por su imagen, también nos encontraremos con la abuela de Torgue que nos contara un poco más sobre la vida de Torgue.

#### HeadHunter 3 How Marcus Saved Mercenary Day
Tercer HeadHunter inspirado en Navidad, Como Marcus salvo el Día del Mercenario, este HeadHunter nos cuenta la historia del día del mercenario, una sátira al día de Navidad, Marcus nos guiará en la misión y nos contara la historia de esta festividad impuesta por la Corporación Dahl, además resolveremos el misterio acerca de este curioso día.
Y si completamos este dlc tendremos un baúl de armas, modificaciones, etc.

#### HeadHunter 4 Mad Moxxi and the Wedding Day Massacre
Cuarto HeadHunter inspirado en San Valentín, la historia retoma la pelea entre Hodunk y Zaford. Moxxi espera a los Buscadores de la cámara con la primicia de que un goliat de cada familia se casará para traer paz a las dos familias. Sin embargo, las cosas no han tenido un buen comienzo. Moxxi encarga a los Buscadores de la cámara que reúnan ingredientes para una poción de amor para asegurarse de que nada salga mal. 

### HeadHunter 5 Sir Hammerlock vs el Hijo de Crawmerax
Este es el quinto y último paquete de contenido descargable para Borderlands 2 Headhunter. Fue lanzado el 15 de abril de 2014, La historia tiene lugar en un resort de la isla abandonada llamada Wam Bam Island. Sir Hammerlock ha sido secuestrado, y los Buscadores de la cámara tendrá que rescatarlo mediante el seguimiento de un nuevo tipo de Varkid llamado Bloodhound Varkid. Al final, ellos también tienen la oportunidad de luchar contra un nuevo jefe: El Invencible Hijo de Crawmerax el Invencible.